# Milan-San Remo 2019
La 110e édition de Milan-San Remo a lieu le 23 mars 2019. Disputée sur une distance de 291 km dans le nord de l'Italie, entre Milan et Sanremo, elle fait partie du calendrier UCI World Tour 2019 en catégorie 1.UWT. Elle est remportée par le coureur français Julian Alaphilippe, de l'équipe Deceuninck-Quick Step, qui s'impose au sprint dans un groupe de dix coureurs formé dans l'ascension du Poggio.

## Présentation
La classique Milan-San Remo connaît en 2019 sa 110e édition. Surnommée la Primavera, elle est disputée en mars. C'est le premier des cinq « monuments » de la saison. Elle est organisée par RCS Sport, filiale du groupe RCS MediaGroup qui organise également le Tour d'Italie, le Tour de Lombardie, Tirreno-Adriatico, Milan-Turin et le Tour du Piémont.

### Parcours
Le parcours de 291 km est le même que celui de l'édition précédente. Généralement considérée comme une classique pour sprinteurs, la course commence de la Via della Chiesa Rossa à Milan et se termine sur la Via Roma de Sanremo. La dernière partie de la course comprend les ascensions de la Cipressa et du Poggio, qui habituellement sont décisives pour le résultat de la course.
À mi-parcours, les coureurs doivent également franchir la montée de 35 km du Passo del Turchino, même si elle n'est pas considérée comme un point clé dans la course. Après le Turchino, l'itinéraire suit la route Aurelia le long de la côte de Gênes jusqu'à l'arrivée à Sanremo. Avec encore un peu plus de 50 km restant à parcourir, les premières ascensions côtières sont le Capo Mele, le Capo Cervo puis le Capo Berta, avant de rencontrer les deux dernières ascensions menant à l'arrivée,.

### Équipes
Milan-San Remo figurant au calendrier du World Tour, toutes les Worlds Teams sont présentes. La liste des sept équipes continentales professionnelles invitées a été communiquée en janvier.
| WorldTeams (18)- AG2R La Mondiale - Astana - Bahrain-Merida - Bora-hansgrohe - CCC Team - Deceuninck-Quick Step - Dimension Data - EF Education First - Groupama-FDJ - Team Jumbo-Visma - Katusha-Alpecin - Lotto Soudal - Mitchelton-Scott - Movistar Team - Sky - Team Sunweb - Trek-Segafredo - UAE Team Emirates Équipes continentales professionnelles (7)- Androni Giocattoli-Sidermec - Bardiani CSF - Cofidis, Solutions Crédits - Direct Énergie - Israel Cycling Academy - Neri Sottoli-Selle Italia-KTM - Team Novo Nordisk |
| |

## Résumé de la course

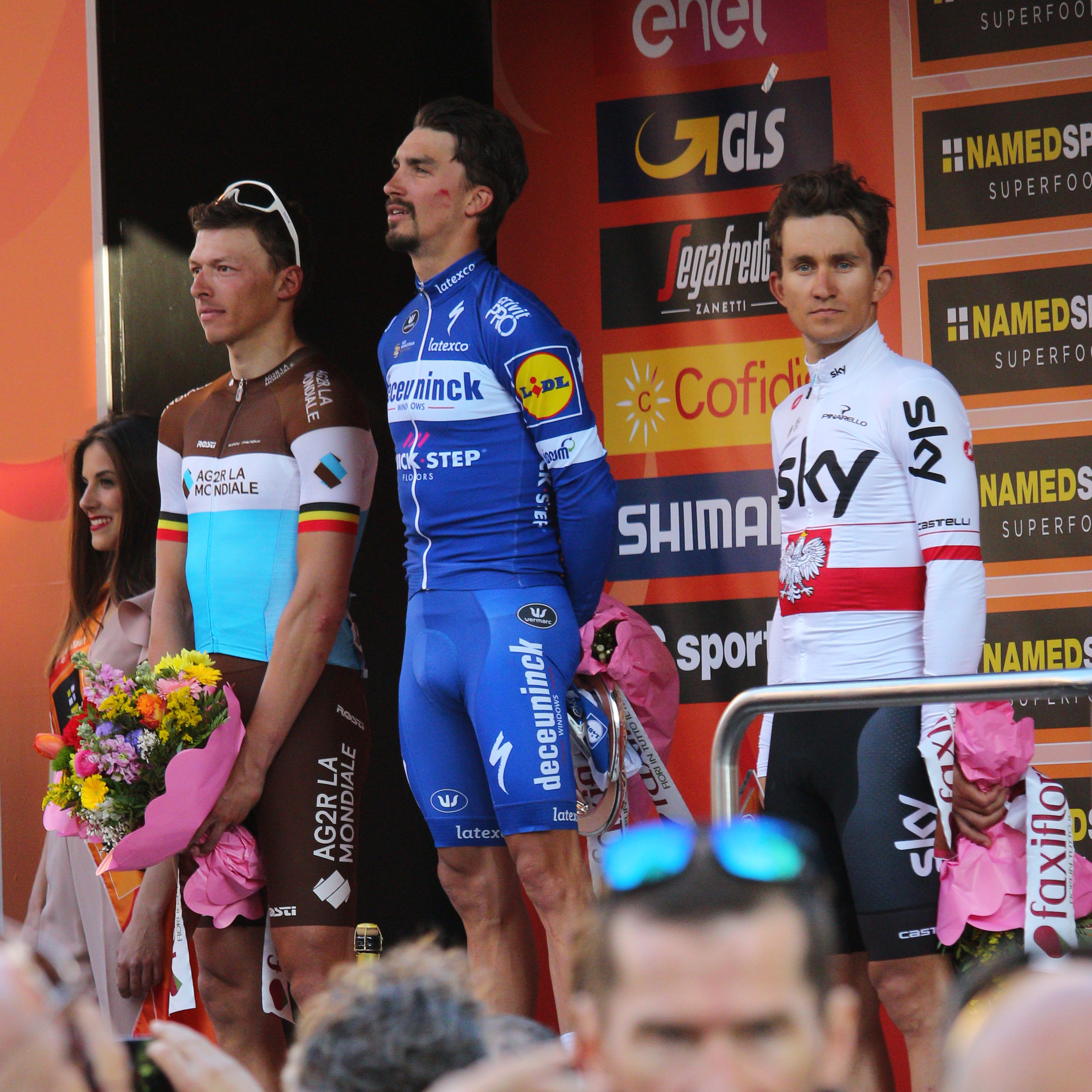
Oliver Naesen, Julian Alaphilippe et Michal Kwiatkowski

Fausto Masnada (Andronio Giocattoli-Sidermec), dernier rescapé de l'échappée matinale, est repris dans la montée de la Cipressa. Le tempo est plutôt contenu pendant une longue portion de la montée, avant que Lawson Craddock (EF Education First) n'accélère à environ 2 km du sommet, Vincenzo Nibali (Bahrain-Merida), Alejandro Valverde (Movistar) et Philppe Gilbert (Deceunick-Quick Step) à l'affût dans sa roue. Aucune attaque n'a lieu avant le sommet. Niccolò Bonifazio (Direct Energie) creuse l'écart dans la descente et se retrouve seul à l'avant. Son écart atteint 20 secondes, et il est repris dès le début de l'ascension du Poggio (9,1 km de l'arrivée).
Zdenek Stybar (Deceuninck-Quick Step) force l'allure sur le Poggio avec son leader Julian Alaphilippe tout juste derrière lui. À 1,6 km du sommet, Alberto Bettiol (EF Education First) est le premier à lancer les hostilités avec derrière lui, Lilian Calmejane (Direct Energie). Les deux instigateurs peinent à prendre de l'avance sur le peloton alors que Julian Alaphilippe passe à l'offensive 500 mètres plus loin. Personne ne semble capable de fermer le trou, avant que Peter Sagan (BORA-Hansgrohe) n'y mette du sien, emmenant avec lui plusieurs autres favoris : Oliver Naesen (AG2R La Mondiale), Matteo Trentin (Mitchelton-Scott), Wout van Aert (Jumbo-Visma), Michal Kwiatkowski (Sky) et Alejandro Valverde.
Tom Dumoulin (Sunweb) réussit à rejoindre les sept hommes dans la descente très technique qui suit l'ascension du Poggio. Un groupe de poursuivants composé de Matej Mohorič (Bahrain-Merida), Simon Clarke (EF-Education First), Davide Cimolai (Israel Cycling Academy) et Vincenzo Nibali fait le pont également dans la descente. John Degenkolb (Trek-Segafredo) a des difficultés techniques avec sa chaîne au moment de la jonction et ne peut rejoindre le groupe de tête. Oliver Naesen et Matteo Trentin tentent successivement de s'échapper (2 km de l'arrivée), sans succès, mais ces attaques empêchent Michael Matthews (Sunweb) et Daniel Oss (BORA-Hansgrohe) de rejoindre la tête de la course, eux qui suivent à seulement quelques longueurs de vélo. À ce moment, les meneurs ont plus d'une vingtaine de secondes sur le peloton et il semble très probable que les membres de ce dernier ne pourront se contester la victoire au sprint. Matej Mohorič est le dernier à tenter sa chance mais abandonne lorsqu'il s'aperçoit qu'Alaphilippe est juste derrière lui. À 1 km de la ligne, le groupe temporise et se prépare au sprint. Mohorič lance le sprint, pensant à tort que son coéquipier Sonny Colbrelli se trouve dans le groupe de tête, avec Julian Alaphilippe dans sa roue. Ce dernier est le plus rapide et remporte l'édition 2019 de Milan-San Remo devant Oliver Naesen, Michal Kwiatkowski et Peter Sagan.

## Classements

### Classement de la course
| \| Classement général \| Classement général \| Classement général \| Classement général \| Classement général \| \| Coureur \| Coureur \| Pays \| Équipe \| Temps \| \| ------------------ \| ------------------- \| ------------------ \| --------------------- \| ------------------ \| \| 1er \| Julian Alaphilippe \| France \| Deceuninck-Quick Step \| 6 h 40 min 14 s \| \| 2e \| Oliver Naesen \| Belgique \| AG2R La Mondiale \| + 0 s \| \| 3e \| Michał Kwiatkowski \| Pologne \| Team Sky \| + 0 s \| \| 4e \| Peter Sagan \| Slovaquie \| Bora-Hansgrohe \| + 0 s \| \| 5e \| Matej Mohorič \| Slovénie \| Bahrain-Merida \| + 0 s \| \| 6e \| Wout van Aert \| Belgique \| Team Jumbo-Visma \| + 0 s \| \| 7e \| Alejandro Valverde \| Espagne \| Movistar Team \| + 0 s \| \| 8e \| Vincenzo Nibali \| Italie \| Bahrain-Merida \| + 0 s \| \| 9e \| Simon Clarke \| Australie \| EF Education First \| + 0 s \| \| 10e \| Matteo Trentin \| Italie \| Mitchelton-Scott \| + 0 s \| \| 11e \| Tom Dumoulin \| Pays-Bas \| Team Sunweb \| + 3 s \| \| 12e \| Michael Matthews \| Australie \| Team Sunweb \| + 8 s \| \| 13e \| Daniel Oss \| Italie \| Bora-Hansgrohe \| + 24 s \| \| 14e \| Alexander Kristoff \| Norvège \| UAE Team Emirates \| + 27 s \| \| 15e \| Magnus Cort Nielsen \| Danemark \| Astana \| + 27 s \| \| 16e \| Fernando Gaviria \| Colombie \| UAE Team Emirates \| + 27 s \| \| 17e \| Marco Haller \| Autriche \| Katusha-Alpecin \| + 27 s \| \| 18e \| Mike Teunissen \| Pays-Bas \| Team Jumbo-Visma \| + 27 s \| \| 19e \| Davide Ballerini \| Italie \| Astana \| + 27 s \| \| 20e \| Giacomo Nizzolo \| Italie \| Dimension Data \| + 27 s \| |                     |           |                       |                 |
| |                     |           |                       |                 |
| Source : ProCyclingStats |                     |           |                       |                 |
| Classement général |                     |           |                       |                 |
| Coureur | Coureur             | Pays      | Équipe                | Temps           |
| 1er | Julian Alaphilippe  | France    | Deceuninck-Quick Step | 6 h 40 min 14 s |
| 2e | Oliver Naesen       | Belgique  | AG2R La Mondiale      | + 0 s           |
| 3e | Michał Kwiatkowski  | Pologne   | Team Sky              | + 0 s           |
| 4e | Peter Sagan         | Slovaquie | Bora-Hansgrohe        | + 0 s           |
| 5e | Matej Mohorič       | Slovénie  | Bahrain-Merida        | + 0 s           |
| 6e | Wout van Aert       | Belgique  | Team Jumbo-Visma      | + 0 s           |
| 7e | Alejandro Valverde  | Espagne   | Movistar Team         | + 0 s           |
| 8e | Vincenzo Nibali     | Italie    | Bahrain-Merida        | + 0 s           |
| 9e | Simon Clarke        | Australie | EF Education First    | + 0 s           |
| 10e | Matteo Trentin      | Italie    | Mitchelton-Scott      | + 0 s           |
| 11e | Tom Dumoulin        | Pays-Bas  | Team Sunweb           | + 3 s           |
| 12e | Michael Matthews    | Australie | Team Sunweb           | + 8 s           |
| 13e | Daniel Oss          | Italie    | Bora-Hansgrohe        | + 24 s          |
| 14e | Alexander Kristoff  | Norvège   | UAE Team Emirates     | + 27 s          |
| 15e | Magnus Cort Nielsen | Danemark  | Astana                | + 27 s          |
| 16e | Fernando Gaviria    | Colombie  | UAE Team Emirates     | + 27 s          |
| 17e | Marco Haller        | Autriche  | Katusha-Alpecin       | + 27 s          |
| 18e | Mike Teunissen      | Pays-Bas  | Team Jumbo-Visma      | + 27 s          |
| 19e | Davide Ballerini    | Italie    | Astana                | + 27 s          |
| 20e | Giacomo Nizzolo     | Italie    | Dimension Data        | + 27 s          |

### Classement UCI
La course attribue des points au Classement mondial UCI 2019 selon le barème suivant :
| Position           | 1er | 2e  | 3e  | 4e  | 5e  | 6e  | 7e  | 8e  | 9e  | 10e | 11e | 12e | 13e | 14e | 15e | 16e à 20e | 21e à 30e | 31e à 50e | 51e à 55e | 56e à 60e |
| Classement général | 500 | 400 | 325 | 275 | 225 | 175 | 150 | 125 | 100 | 85  | 70  | 60  | 50  | 40  | 35  | 30        | 20        | 10        | 5         | 3         |

À l'issue de ce Milan-San Remo, le vainqueur Julian Alaphilippe prend la première place du Classement UCI. Il devance l'Espagnol Alejandro Valverde, champion du monde, et le Slovène Primož Roglič, récent vainqueur de Tirreno-Adriatico,,.
| Classement UCI (individuel) au 24 mars 2019 | Classement UCI (individuel) au 24 mars 2019 | Classement UCI (individuel) au 24 mars 2019 | Classement UCI (individuel) au 24 mars 2019 | Classement UCI (individuel) au 24 mars 2019 | Classement UCI (individuel) au 24 mars 2019 | Classement UCI (individuel) au 24 mars 2019 |
| #                                           | Coureur                                     | Pays                                        | Équipe                                      | Points                                      | Précédent                                   | Évolution                                   |
| ------------------------------------------- | ------------------------------------------- | ------------------------------------------- | ------------------------------------------- | ------------------------------------------- | ------------------------------------------- | ------------------------------------------- |
| 1                                           | Julian Alaphilippe                          | France                                      | Deceuninck-Quick Step                       | 3797.95                                     | 3                                           | +2                                          |
| 2                                           | Alejandro Valverde                          | Espagne                                     | Movistar Team                               | 3514                                        | 1                                           | -1                                          |
| 3                                           | Primož Roglič                               | Slovénie                                    | Team Jumbo-Visma                            | 3191.28                                     | 8                                           | +5                                          |
| 4                                           | Tom Dumoulin                                | Pays-Bas                                    | Team Sunweb                                 | 3145.43                                     | 5                                           | +1                                          |
| 5                                           | Greg Van Avermaet                           | Belgique                                    | CCC Team                                    | 2770.9                                      | 2                                           | -3                                          |
| 6                                           | Thibaut Pinot                               | France                                      | Groupama-FDJ                                | 2656                                        | 9                                           | +3                                          |
| 7                                           | Peter Sagan                                 | Slovaquie                                   | Bora-Hansgrohe                              | 2549                                        | 7                                           | en stagnation                               |
| 8                                           | Simon Yates                                 | Grande-Bretagne                             | Mitchelton-Scott                            | 2497                                        | 6                                           | -2                                          |
| 9                                           | Romain Bardet                               | France                                      | AG2R La Mondiale                            | 2413                                        | 10                                          | +1                                          |
| 10                                          | Elia Viviani                                | Italie                                      | Deceuninck-Quick Step                       | 2329                                        | 4                                           | -6                                          |

## Liste des participants
| Bahrain-Merida TBM | Bahrain-Merida TBM          | Bahrain-Merida TBM |
| ------------------ | --------------------------- | ------------------ |
| Num                | Coureur                     | Pos                |
| 1                  | Vincenzo Nibali (ITA)       | 8e                 |
| 2                  | Sonny Colbrelli (ITA)       | 43e                |
| 3                  | Heinrich Haussler (AUS)     | 106e               |
| 4                  | Kristjan Koren (SLO)        | 107e               |
| 5                  | Matej Mohorič (SLO) (route) | 5e                 |
| 6                  | Marcel Sieberg (GER)        | 116e               |
| 7                  | Dylan Teuns (BEL)           | AB                 |

| AG2R La Mondiale ALM | AG2R La Mondiale ALM    | AG2R La Mondiale ALM |
| -------------------- | ----------------------- | -------------------- |
| Num                  | Coureur                 | Pos                  |
| 11                   | Romain Bardet (FRA)     | 50e                  |
| 12                   | Julien Duval (FRA)      | 151e                 |
| 13                   | Dorian Godon (FRA)      | 92e                  |
| 14                   | Oliver Naesen (BEL)     | 2e                   |
| 15                   | Nans Peters (FRA)       | 129e                 |
| 16                   | Clément Venturini (FRA) | 24e                  |
| 17                   | Lawrence Warbasse (USA) | 70e                  |

| Androni Giocattoli-Sidermec ANS | Androni Giocattoli-Sidermec ANS | Androni Giocattoli-Sidermec ANS |
| ------------------------------- | ------------------------------- | ------------------------------- |
| Num                             | Coureur                         | Pos                             |
| 21                              | Manuel Belletti (ITA)           | 85e                             |
| 22                              | Matteo Busato (ITA)             | 80e                             |
| 23                              | Mattia Cattaneo (ITA)           | 101e                            |
| 24                              | Marco Frapporti (ITA)           | 125e                            |
| 25                              | Francesco Gavazzi (ITA)         | 96e                             |
| 26                              | Fausto Masnada (ITA)            | 126e                            |
| 27                              | Matteo Montaguti (ITA)          | 33e                             |

| Astana AST | Astana AST                  | Astana AST |
| ---------- | --------------------------- | ---------- |
| Num        | Coureur                     | Pos        |
| 31         | Magnus Cort Nielsen (DEN)   | 15e        |
| 32         | Davide Ballerini (ITA)      | 19e        |
| 33         | Manuele Boaro (ITA)         | 97e        |
| 34         | Dario Cataldo (ITA)         | 47e        |
| 35         | Laurens De Vreese (BEL)     | 60e        |
| 36         | Yevgeniy Gidich (KAZ)       | 88e        |
| 37         | Jonas Gregaard Wilsly (DEN) | 98e        |

| Bardiani CSF BRD | Bardiani CSF BRD         | Bardiani CSF BRD |
| ---------------- | ------------------------ | ---------------- |
| Num              | Coureur                  | Pos              |
| 41               | Vincenzo Albanese (ITA)  | AB               |
| 42               | Giovanni Carboni (ITA)   | 90e              |
| 43               | Mirco Maestri (ITA)      | 142e             |
| 44               | Umberto Orsini (ITA)     | 143e             |
| 45               | Alessandro Pessot (ITA)  | 167e             |
| 46               | Lorenzo Rota (ITA)       | AB               |
| 47               | Alessandro Tonelli (ITA) | 158e             |

| Bora-Hansgrohe BOH | Bora-Hansgrohe BOH        | Bora-Hansgrohe BOH |
| ------------------ | ------------------------- | ------------------ |
| Num                | Coureur                   | Pos                |
| 51                 | Peter Sagan (SVK) (route) | 4e                 |
| 52                 | Sam Bennett (IRL)         | 28e                |
| 53                 | Maciej Bodnar (POL)       | AB                 |
| 54                 | Marcus Burghardt (GER)    | 64e                |
| 55                 | Jempy Drucker (LUX)       | 30e                |
| 56                 | Oscar Gatto (ITA)         | 104e               |
| 57                 | Daniel Oss (ITA)          | 13e                |

| CCC Team CPT | CCC Team CPT                   | CCC Team CPT |
| ------------ | ------------------------------ | ------------ |
| Num          | Coureur                        | Pos          |
| 61           | Greg Van Avermaet (BEL)        | 42e          |
| 62           | Alessandro De Marchi (ITA)     | 58e          |
| 63           | Michael Schär (SUI)            | 111e         |
| 64           | Gijs Van Hoecke (BEL)          | 99e          |
| 65           | Nathan Van Hooydonck (BEL)     | AB           |
| 66           | Guillaume Van Keirsbulck (BEL) | 124e         |
| 67           | Łukasz Wiśniowski (POL)        | 86e          |

| Cofidis, Solutions Crédits COF | Cofidis, Solutions Crédits COF | Cofidis, Solutions Crédits COF |
| ------------------------------ | ------------------------------ | ------------------------------ |
| Num                            | Coureur                        | Pos                            |
| 71                             | Christophe Laporte (FRA)       | 61e                            |
| 72                             | Nacer Bouhanni (FRA)           | 62e                            |
| 73                             | Julien Simon (FRA)             | 23e                            |
| 74                             | Cyril Lemoine (FRA)            | 75e                            |
| 75                             | Kenneth Vanbilsen (BEL)        | 155e                           |
| 76                             | Bert Van Lerberghe (BEL)       | 153e                           |
| 77                             | Zico Waeytens (BEL)            | 123e                           |

| Deceuninck-Quick Step DQT | Deceuninck-Quick Step DQT   | Deceuninck-Quick Step DQT |
| ------------------------- | --------------------------- | ------------------------- |
| Num                       | Coureur                     | Pos                       |
| 81                        | Julian Alaphilippe (FRA)    | 1er                       |
| 82                        | Tim Declercq (BEL)          | 152e                      |
| 83                        | Philippe Gilbert (BEL)      | 68e                       |
| 84                        | Yves Lampaert (BEL) (route) | 66e                       |
| 85                        | Maximiliano Richeze (ARG)   | 102e                      |
| 86                        | Zdeněk Štybar (CZE)         | 67e                       |
| 87                        | Elia Viviani (ITA) (route)  | 65e                       |

| Direct Énergie TDE | Direct Énergie TDE      | Direct Énergie TDE |
| ------------------ | ----------------------- | ------------------ |
| Num                | Coureur                 | Pos                |
| 91                 | Niki Terpstra (NED)     | 56e                |
| 92                 | Niccolò Bonifazio (ITA) | 131e               |
| 93                 | Lilian Calmejane (FRA)  | 38e                |
| 94                 | Jérôme Cousin (FRA)     | 130e               |
| 95                 | Fabien Grellier (FRA)   | 159e               |
| 96                 | Paul Ourselin (FRA)     | 156e               |
| 97                 | Anthony Turgis (FRA)    | 41e                |

| EF Education First EF1 | EF Education First EF1    | EF Education First EF1 |
| ---------------------- | ------------------------- | ---------------------- |
| Num                    | Coureur                   | Pos                    |
| 101                    | Simon Clarke (AUS)        | 9e                     |
| 102                    | Julius van den Berg (NED) | 118e                   |
| 103                    | Alberto Bettiol (ITA)     | 36e                    |
| 104                    | Lawson Craddock (USA)     | 44e                    |
| 105                    | Sebastian Langeveld (NED) | 105e                   |
| 106                    | Daniel McLay (GBR)        | 160e                   |
| 107                    | Sacha Modolo (ITA)        | 81e                    |

| Groupama-FDJ GFC | Groupama-FDJ GFC           | Groupama-FDJ GFC |
| ---------------- | -------------------------- | ---------------- |
| Num              | Coureur                    | Pos              |
| 111              | Arnaud Démare (FRA)        | 32e              |
| 112              | Jacopo Guarnieri (ITA)     | 55e              |
| 113              | Ignatas Konovalovas (LTU)  | 122e             |
| 114              | Stefan Küng (SUI)          | 59e              |
| 115              | Matthieu Ladagnous (FRA)   | 121e             |
| 116              | Olivier Le Gac (FRA)       | 148e             |
| 117              | Anthony Roux (FRA) (route) | 89e              |

| Israel Cycling Academy ICA | Israel Cycling Academy ICA    | Israel Cycling Academy ICA |
| -------------------------- | ----------------------------- | -------------------------- |
| Num                        | Coureur                       | Pos                        |
| 121                        | Krists Neilands (LAT) (route) | 35e                        |
| 122                        | Matthias Brändle (AUT)        | 133e                       |
| 123                        | Davide Cimolai (ITA)          | 22e                        |
| 124                        | Conor Dunne (IRL) (route)     | 135e                       |
| 125                        | Guy Sagiv (ISR)               | 136e                       |
| 126                        | Kristian Sbaragli (ITA)       | 69e                        |
| 127                        | Tom Van Asbroeck (BEL)        | 71e                        |

| Lotto-Soudal LTS | Lotto-Soudal LTS         | Lotto-Soudal LTS |
| ---------------- | ------------------------ | ---------------- |
| Num              | Coureur                  | Pos              |
| 131              | Caleb Ewan (AUS)         | 29e              |
| 132              | Adam Hansen (AUS)        | 168e             |
| 133              | Jens Keukeleire (BEL)    | 53e              |
| 134              | Roger Kluge (GER)        | 117e             |
| 135              | Nikolas Maes (BEL)       | 108e             |
| 136              | Tomasz Marczyński (POL)  | 94e              |
| 137              | Tosh Van der Sande (BEL) | 100e             |

| Mitchelton-Scott MTS | Mitchelton-Scott MTS          | Mitchelton-Scott MTS |
| -------------------- | ----------------------------- | -------------------- |
| Num                  | Coureur                       | Pos                  |
| 141                  | Matteo Trentin (ITA) (route)  | 10e                  |
| 142                  | Edoardo Affini (ITA)          | 164e                 |
| 143                  | Michael Hepburn (AUS)         | 166e                 |
| 144                  | Daryl Impey (RSA)             | 119e                 |
| 145                  | Christopher Juul Jensen (DEN) | 113e                 |
| 146                  | Luka Mezgec (SLO)             | 25e                  |
| 147                  | Robert Stannard (AUS)         | 120e                 |

| Movistar Team MOV | Movistar Team MOV                | Movistar Team MOV |
| ----------------- | -------------------------------- | ----------------- |
| Num               | Coureur                          | Pos               |
| 151               | Alejandro Valverde (ESP) (route) | 7e                |
| 152               | Carlos Barbero (ESP)             | 63e               |
| 153               | Daniele Bennati (ITA)            | 144e              |
| 154               | Carlos Betancur (COL)            | 91e               |
| 155               | Mikel Landa (ESP)                | 147e              |
| 156               | Lluís Mas (ESP)                  | 93e               |
| 157               | Jürgen Roelandts (BEL)           | 149e              |

| Neri Sottoli-Selle Italia-KTM NSK | Neri Sottoli-Selle Italia-KTM NSK | Neri Sottoli-Selle Italia-KTM NSK |
| --------------------------------- | --------------------------------- | --------------------------------- |
| Num                               | Coureur                           | Pos                               |
| 161                               | Giovanni Visconti (ITA)           | 162e                              |
| 162                               | Liam Bertazzo (ITA)               | AB                                |
| 163                               | Umberto Marengo (ITA)             | 77e                               |
| 164                               | Luca Pacioni (ITA)                | 127e                              |
| 165                               | Luca Raggio (ITA)                 | 163e                              |
| 166                               | Sebastian Schönberger (AUT)       | 137e                              |
| 167                               | Simone Velasco (ITA)              | 31e                               |

| Dimension Data TDD | Dimension Data TDD                | Dimension Data TDD |
| ------------------ | --------------------------------- | ------------------ |
| Num                | Coureur                           | Pos                |
| 171                | Roman Kreuziger (CZE)             | 40e                |
| 172                | Steve Cummings (GBR)              | 57e                |
| 173                | Bernhard Eisel (AUT)              | 128e               |
| 174                | Enrico Gasparotto (ITA)           | 49e                |
| 175                | Reinardt Janse van Rensburg (RSA) | 26e                |
| 176                | Giacomo Nizzolo (ITA)             | 20e                |
| 177                | Tom-Jelte Slagter (NED)           | 51e                |

| Team Jumbo-Visma TJV | Team Jumbo-Visma TJV        | Team Jumbo-Visma TJV |
| -------------------- | --------------------------- | -------------------- |
| Num                  | Coureur                     | Pos                  |
| 181                  | Dylan Groenewegen (NED)     | 78e                  |
| 182                  | Amund Grøndahl Jansen (NOR) | 21e                  |
| 183                  | Taco van der Hoorn (NED)    | 87e                  |
| 184                  | Mike Teunissen (NED)        | 18e                  |
| 185                  | Wout van Aert (BEL)         | 6e                   |
| 186                  | Jos van Emden (NED)         | 39e                  |
| 187                  | Danny van Poppel (NED)      | 95e                  |

| Katusha-Alpecin TKA | Katusha-Alpecin TKA          | Katusha-Alpecin TKA |
| ------------------- | ---------------------------- | ------------------- |
| Num                 | Coureur                      | Pos                 |
| 191                 | Enrico Battaglin (ITA)       | 37e                 |
| 192                 | José Gonçalves (POR)         | 76e                 |
| 193                 | Marco Haller (AUT)           | 17e                 |
| 194                 | Reto Hollenstein (SUI)       | 109e                |
| 195                 | Viatcheslav Kouznetsov (RUS) | 74e                 |
| 196                 | Nils Politt (GER)            | 27e                 |
| 197                 | Mads Würtz Schmidt (DEN)     | 132e                |

| Team Novo Nordisk TNN | Team Novo Nordisk TNN | Team Novo Nordisk TNN |
| --------------------- | --------------------- | --------------------- |
| Num                   | Coureur               | Pos                   |
| 201                   | Sam Brand (GBR)       | 157e                  |
| 202                   | Joonas Henttala (FIN) | 139e                  |
| 203                   | Péter Kusztor (HUN)   | 141e                  |
| 204                   | David Lozano (ESP)    | 138e                  |
| 205                   | Andrea Peron (ITA)    | 161e                  |
| 206                   | Charles Planet (FRA)  | 140e                  |
| 207                   | Umberto Poli (ITA)    | 165e                  |

| Team Sky SKY | Team Sky SKY                     | Team Sky SKY |
| ------------ | -------------------------------- | ------------ |
| Num          | Coureur                          | Pos          |
| 211          | Michał Kwiatkowski (POL) (route) | 3e           |
| 212          | Owain Doull (GBR)                | 115e         |
| 213          | Filippo Ganna (ITA)              | 114e         |
| 214          | Tao Geoghegan Hart (GBR)         | 45e          |
| 215          | Michał Gołaś (POL)               | 145e         |
| 216          | Salvatore Puccio (ITA)           | 112e         |
| 217          | Luke Rowe (GBR)                  | 103e         |

| Team Sunweb SUN | Team Sunweb SUN            | Team Sunweb SUN |
| --------------- | -------------------------- | --------------- |
| Num             | Coureur                    | Pos             |
| 221             | Michael Matthews (AUS)     | 12e             |
| 222             | Roy Curvers (NED)          | 134e            |
| 223             | Tom Dumoulin (NED)         | 11e             |
| 224             | Marc Hirschi (SUI)         | 48e             |
| 225             | Søren Kragh Andersen (DEN) | 52e             |
| 226             | Nicolas Roche (IRL)        | 46e             |
| 227             | Casper Pedersen (DEN)      | AB              |

| Trek-Segafredo TFS | Trek-Segafredo TFS       | Trek-Segafredo TFS |
| ------------------ | ------------------------ | ------------------ |
| Num                | Coureur                  | Pos                |
| 231                | Edward Theuns (BEL)      | 82e                |
| 232                | Gianluca Brambilla (ITA) | 34e                |
| 233                | Koen de Kort (NED)       | 110e               |
| 234                | Markel Irizar (ESP)      | 146e               |
| 235                | Toms Skujiņš (LAT)       | 83e                |
| 236                | Jasper Stuyven (BEL)     | 79e                |
| 237                | John Degenkolb (GER)     | 84e                |

| UAE Team Emirates UAD | UAE Team Emirates UAD    | UAE Team Emirates UAD |
| --------------------- | ------------------------ | --------------------- |
| Num                   | Coureur                  | Pos                   |
| 241                   | Alexander Kristoff (NOR) | 14e                   |
| 242                   | Sven Erik Bystrøm (NOR)  | 54e                   |
| 243                   | Fernando Gaviria (COL)   | 16e                   |
| 244                   | Marco Marcato (ITA)      | 73e                   |
| 245                   | Jasper Philipsen (BEL)   | 150e                  |
| 246                   | Oliviero Troia (ITA)     | 154e                  |
| 247                   | Diego Ulissi (ITA)       | 72e                   |

| Bahrain-Merida TBM | Bahrain-Merida TBM          | Bahrain-Merida TBM |
| ------------------ | --------------------------- | ------------------ |
| Num                | Coureur                     | Pos                |
| 1                  | Vincenzo Nibali (ITA)       | 8e                 |
| 2                  | Sonny Colbrelli (ITA)       | 43e                |
| 3                  | Heinrich Haussler (AUS)     | 106e               |
| 4                  | Kristjan Koren (SLO)        | 107e               |
| 5                  | Matej Mohorič (SLO) (route) | 5e                 |
| 6                  | Marcel Sieberg (GER)        | 116e               |
| 7                  | Dylan Teuns (BEL)           | AB                 |

| AG2R La Mondiale ALM | AG2R La Mondiale ALM    | AG2R La Mondiale ALM |
| -------------------- | ----------------------- | -------------------- |
| Num                  | Coureur                 | Pos                  |
| 11                   | Romain Bardet (FRA)     | 50e                  |
| 12                   | Julien Duval (FRA)      | 151e                 |
| 13                   | Dorian Godon (FRA)      | 92e                  |
| 14                   | Oliver Naesen (BEL)     | 2e                   |
| 15                   | Nans Peters (FRA)       | 129e                 |
| 16                   | Clément Venturini (FRA) | 24e                  |
| 17                   | Lawrence Warbasse (USA) | 70e                  |

| Androni Giocattoli-Sidermec ANS | Androni Giocattoli-Sidermec ANS | Androni Giocattoli-Sidermec ANS |
| ------------------------------- | ------------------------------- | ------------------------------- |
| Num                             | Coureur                         | Pos                             |
| 21                              | Manuel Belletti (ITA)           | 85e                             |
| 22                              | Matteo Busato (ITA)             | 80e                             |
| 23                              | Mattia Cattaneo (ITA)           | 101e                            |
| 24                              | Marco Frapporti (ITA)           | 125e                            |
| 25                              | Francesco Gavazzi (ITA)         | 96e                             |
| 26                              | Fausto Masnada (ITA)            | 126e                            |
| 27                              | Matteo Montaguti (ITA)          | 33e                             |

| Astana AST | Astana AST                  | Astana AST |
| ---------- | --------------------------- | ---------- |
| Num        | Coureur                     | Pos        |
| 31         | Magnus Cort Nielsen (DEN)   | 15e        |
| 32         | Davide Ballerini (ITA)      | 19e        |
| 33         | Manuele Boaro (ITA)         | 97e        |
| 34         | Dario Cataldo (ITA)         | 47e        |
| 35         | Laurens De Vreese (BEL)     | 60e        |
| 36         | Yevgeniy Gidich (KAZ)       | 88e        |
| 37         | Jonas Gregaard Wilsly (DEN) | 98e        |

| Bardiani CSF BRD | Bardiani CSF BRD         | Bardiani CSF BRD |
| ---------------- | ------------------------ | ---------------- |
| Num              | Coureur                  | Pos              |
| 41               | Vincenzo Albanese (ITA)  | AB               |
| 42               | Giovanni Carboni (ITA)   | 90e              |
| 43               | Mirco Maestri (ITA)      | 142e             |
| 44               | Umberto Orsini (ITA)     | 143e             |
| 45               | Alessandro Pessot (ITA)  | 167e             |
| 46               | Lorenzo Rota (ITA)       | AB               |
| 47               | Alessandro Tonelli (ITA) | 158e             |

| Bora-Hansgrohe BOH | Bora-Hansgrohe BOH        | Bora-Hansgrohe BOH |
| ------------------ | ------------------------- | ------------------ |
| Num                | Coureur                   | Pos                |
| 51                 | Peter Sagan (SVK) (route) | 4e                 |
| 52                 | Sam Bennett (IRL)         | 28e                |
| 53                 | Maciej Bodnar (POL)       | AB                 |
| 54                 | Marcus Burghardt (GER)    | 64e                |
| 55                 | Jempy Drucker (LUX)       | 30e                |
| 56                 | Oscar Gatto (ITA)         | 104e               |
| 57                 | Daniel Oss (ITA)          | 13e                |

| CCC Team CPT | CCC Team CPT                   | CCC Team CPT |
| ------------ | ------------------------------ | ------------ |
| Num          | Coureur                        | Pos          |
| 61           | Greg Van Avermaet (BEL)        | 42e          |
| 62           | Alessandro De Marchi (ITA)     | 58e          |
| 63           | Michael Schär (SUI)            | 111e         |
| 64           | Gijs Van Hoecke (BEL)          | 99e          |
| 65           | Nathan Van Hooydonck (BEL)     | AB           |
| 66           | Guillaume Van Keirsbulck (BEL) | 124e         |
| 67           | Łukasz Wiśniowski (POL)        | 86e          |

| Cofidis, Solutions Crédits COF | Cofidis, Solutions Crédits COF | Cofidis, Solutions Crédits COF |
| ------------------------------ | ------------------------------ | ------------------------------ |
| Num                            | Coureur                        | Pos                            |
| 71                             | Christophe Laporte (FRA)       | 61e                            |
| 72                             | Nacer Bouhanni (FRA)           | 62e                            |
| 73                             | Julien Simon (FRA)             | 23e                            |
| 74                             | Cyril Lemoine (FRA)            | 75e                            |
| 75                             | Kenneth Vanbilsen (BEL)        | 155e                           |
| 76                             | Bert Van Lerberghe (BEL)       | 153e                           |
| 77                             | Zico Waeytens (BEL)            | 123e                           |

| Deceuninck-Quick Step DQT | Deceuninck-Quick Step DQT   | Deceuninck-Quick Step DQT |
| ------------------------- | --------------------------- | ------------------------- |
| Num                       | Coureur                     | Pos                       |
| 81                        | Julian Alaphilippe (FRA)    | 1er                       |
| 82                        | Tim Declercq (BEL)          | 152e                      |
| 83                        | Philippe Gilbert (BEL)      | 68e                       |
| 84                        | Yves Lampaert (BEL) (route) | 66e                       |
| 85                        | Maximiliano Richeze (ARG)   | 102e                      |
| 86                        | Zdeněk Štybar (CZE)         | 67e                       |
| 87                        | Elia Viviani (ITA) (route)  | 65e                       |

| Direct Énergie TDE | Direct Énergie TDE      | Direct Énergie TDE |
| ------------------ | ----------------------- | ------------------ |
| Num                | Coureur                 | Pos                |
| 91                 | Niki Terpstra (NED)     | 56e                |
| 92                 | Niccolò Bonifazio (ITA) | 131e               |
| 93                 | Lilian Calmejane (FRA)  | 38e                |
| 94                 | Jérôme Cousin (FRA)     | 130e               |
| 95                 | Fabien Grellier (FRA)   | 159e               |
| 96                 | Paul Ourselin (FRA)     | 156e               |
| 97                 | Anthony Turgis (FRA)    | 41e                |

| EF Education First EF1 | EF Education First EF1    | EF Education First EF1 |
| ---------------------- | ------------------------- | ---------------------- |
| Num                    | Coureur                   | Pos                    |
| 101                    | Simon Clarke (AUS)        | 9e                     |
| 102                    | Julius van den Berg (NED) | 118e                   |
| 103                    | Alberto Bettiol (ITA)     | 36e                    |
| 104                    | Lawson Craddock (USA)     | 44e                    |
| 105                    | Sebastian Langeveld (NED) | 105e                   |
| 106                    | Daniel McLay (GBR)        | 160e                   |
| 107                    | Sacha Modolo (ITA)        | 81e                    |

| Groupama-FDJ GFC | Groupama-FDJ GFC           | Groupama-FDJ GFC |
| ---------------- | -------------------------- | ---------------- |
| Num              | Coureur                    | Pos              |
| 111              | Arnaud Démare (FRA)        | 32e              |
| 112              | Jacopo Guarnieri (ITA)     | 55e              |
| 113              | Ignatas Konovalovas (LTU)  | 122e             |
| 114              | Stefan Küng (SUI)          | 59e              |
| 115              | Matthieu Ladagnous (FRA)   | 121e             |
| 116              | Olivier Le Gac (FRA)       | 148e             |
| 117              | Anthony Roux (FRA) (route) | 89e              |

| Israel Cycling Academy ICA | Israel Cycling Academy ICA    | Israel Cycling Academy ICA |
| -------------------------- | ----------------------------- | -------------------------- |
| Num                        | Coureur                       | Pos                        |
| 121                        | Krists Neilands (LAT) (route) | 35e                        |
| 122                        | Matthias Brändle (AUT)        | 133e                       |
| 123                        | Davide Cimolai (ITA)          | 22e                        |
| 124                        | Conor Dunne (IRL) (route)     | 135e                       |
| 125                        | Guy Sagiv (ISR)               | 136e                       |
| 126                        | Kristian Sbaragli (ITA)       | 69e                        |
| 127                        | Tom Van Asbroeck (BEL)        | 71e                        |

| Lotto-Soudal LTS | Lotto-Soudal LTS         | Lotto-Soudal LTS |
| ---------------- | ------------------------ | ---------------- |
| Num              | Coureur                  | Pos              |
| 131              | Caleb Ewan (AUS)         | 29e              |
| 132              | Adam Hansen (AUS)        | 168e             |
| 133              | Jens Keukeleire (BEL)    | 53e              |
| 134              | Roger Kluge (GER)        | 117e             |
| 135              | Nikolas Maes (BEL)       | 108e             |
| 136              | Tomasz Marczyński (POL)  | 94e              |
| 137              | Tosh Van der Sande (BEL) | 100e             |

| Mitchelton-Scott MTS | Mitchelton-Scott MTS          | Mitchelton-Scott MTS |
| -------------------- | ----------------------------- | -------------------- |
| Num                  | Coureur                       | Pos                  |
| 141                  | Matteo Trentin (ITA) (route)  | 10e                  |
| 142                  | Edoardo Affini (ITA)          | 164e                 |
| 143                  | Michael Hepburn (AUS)         | 166e                 |
| 144                  | Daryl Impey (RSA)             | 119e                 |
| 145                  | Christopher Juul Jensen (DEN) | 113e                 |
| 146                  | Luka Mezgec (SLO)             | 25e                  |
| 147                  | Robert Stannard (AUS)         | 120e                 |

| Movistar Team MOV | Movistar Team MOV                | Movistar Team MOV |
| ----------------- | -------------------------------- | ----------------- |
| Num               | Coureur                          | Pos               |
| 151               | Alejandro Valverde (ESP) (route) | 7e                |
| 152               | Carlos Barbero (ESP)             | 63e               |
| 153               | Daniele Bennati (ITA)            | 144e              |
| 154               | Carlos Betancur (COL)            | 91e               |
| 155               | Mikel Landa (ESP)                | 147e              |
| 156               | Lluís Mas (ESP)                  | 93e               |
| 157               | Jürgen Roelandts (BEL)           | 149e              |

| Neri Sottoli-Selle Italia-KTM NSK | Neri Sottoli-Selle Italia-KTM NSK | Neri Sottoli-Selle Italia-KTM NSK |
| --------------------------------- | --------------------------------- | --------------------------------- |
| Num                               | Coureur                           | Pos                               |
| 161                               | Giovanni Visconti (ITA)           | 162e                              |
| 162                               | Liam Bertazzo (ITA)               | AB                                |
| 163                               | Umberto Marengo (ITA)             | 77e                               |
| 164                               | Luca Pacioni (ITA)                | 127e                              |
| 165                               | Luca Raggio (ITA)                 | 163e                              |
| 166                               | Sebastian Schönberger (AUT)       | 137e                              |
| 167                               | Simone Velasco (ITA)              | 31e                               |

| Dimension Data TDD | Dimension Data TDD                | Dimension Data TDD |
| ------------------ | --------------------------------- | ------------------ |
| Num                | Coureur                           | Pos                |
| 171                | Roman Kreuziger (CZE)             | 40e                |
| 172                | Steve Cummings (GBR)              | 57e                |
| 173                | Bernhard Eisel (AUT)              | 128e               |
| 174                | Enrico Gasparotto (ITA)           | 49e                |
| 175                | Reinardt Janse van Rensburg (RSA) | 26e                |
| 176                | Giacomo Nizzolo (ITA)             | 20e                |
| 177                | Tom-Jelte Slagter (NED)           | 51e                |

| Team Jumbo-Visma TJV | Team Jumbo-Visma TJV        | Team Jumbo-Visma TJV |
| -------------------- | --------------------------- | -------------------- |
| Num                  | Coureur                     | Pos                  |
| 181                  | Dylan Groenewegen (NED)     | 78e                  |
| 182                  | Amund Grøndahl Jansen (NOR) | 21e                  |
| 183                  | Taco van der Hoorn (NED)    | 87e                  |
| 184                  | Mike Teunissen (NED)        | 18e                  |
| 185                  | Wout van Aert (BEL)         | 6e                   |
| 186                  | Jos van Emden (NED)         | 39e                  |
| 187                  | Danny van Poppel (NED)      | 95e                  |

| Katusha-Alpecin TKA | Katusha-Alpecin TKA          | Katusha-Alpecin TKA |
| ------------------- | ---------------------------- | ------------------- |
| Num                 | Coureur                      | Pos                 |
| 191                 | Enrico Battaglin (ITA)       | 37e                 |
| 192                 | José Gonçalves (POR)         | 76e                 |
| 193                 | Marco Haller (AUT)           | 17e                 |
| 194                 | Reto Hollenstein (SUI)       | 109e                |
| 195                 | Viatcheslav Kouznetsov (RUS) | 74e                 |
| 196                 | Nils Politt (GER)            | 27e                 |
| 197                 | Mads Würtz Schmidt (DEN)     | 132e                |

| Team Novo Nordisk TNN | Team Novo Nordisk TNN | Team Novo Nordisk TNN |
| --------------------- | --------------------- | --------------------- |
| Num                   | Coureur               | Pos                   |
| 201                   | Sam Brand (GBR)       | 157e                  |
| 202                   | Joonas Henttala (FIN) | 139e                  |
| 203                   | Péter Kusztor (HUN)   | 141e                  |
| 204                   | David Lozano (ESP)    | 138e                  |
| 205                   | Andrea Peron (ITA)    | 161e                  |
| 206                   | Charles Planet (FRA)  | 140e                  |
| 207                   | Umberto Poli (ITA)    | 165e                  |

| Team Sky SKY | Team Sky SKY                     | Team Sky SKY |
| ------------ | -------------------------------- | ------------ |
| Num          | Coureur                          | Pos          |
| 211          | Michał Kwiatkowski (POL) (route) | 3e           |
| 212          | Owain Doull (GBR)                | 115e         |
| 213          | Filippo Ganna (ITA)              | 114e         |
| 214          | Tao Geoghegan Hart (GBR)         | 45e          |
| 215          | Michał Gołaś (POL)               | 145e         |
| 216          | Salvatore Puccio (ITA)           | 112e         |
| 217          | Luke Rowe (GBR)                  | 103e         |

| Team Sunweb SUN | Team Sunweb SUN            | Team Sunweb SUN |
| --------------- | -------------------------- | --------------- |
| Num             | Coureur                    | Pos             |
| 221             | Michael Matthews (AUS)     | 12e             |
| 222             | Roy Curvers (NED)          | 134e            |
| 223             | Tom Dumoulin (NED)         | 11e             |
| 224             | Marc Hirschi (SUI)         | 48e             |
| 225             | Søren Kragh Andersen (DEN) | 52e             |
| 226             | Nicolas Roche (IRL)        | 46e             |
| 227             | Casper Pedersen (DEN)      | AB              |

| Trek-Segafredo TFS | Trek-Segafredo TFS       | Trek-Segafredo TFS |
| ------------------ | ------------------------ | ------------------ |
| Num                | Coureur                  | Pos                |
| 231                | Edward Theuns (BEL)      | 82e                |
| 232                | Gianluca Brambilla (ITA) | 34e                |
| 233                | Koen de Kort (NED)       | 110e               |
| 234                | Markel Irizar (ESP)      | 146e               |
| 235                | Toms Skujiņš (LAT)       | 83e                |
| 236                | Jasper Stuyven (BEL)     | 79e                |
| 237                | John Degenkolb (GER)     | 84e                |

| UAE Team Emirates UAD | UAE Team Emirates UAD    | UAE Team Emirates UAD |
| --------------------- | ------------------------ | --------------------- |
| Num                   | Coureur                  | Pos                   |
| 241                   | Alexander Kristoff (NOR) | 14e                   |
| 242                   | Sven Erik Bystrøm (NOR)  | 54e                   |
| 243                   | Fernando Gaviria (COL)   | 16e                   |
| 244                   | Marco Marcato (ITA)      | 73e                   |
| 245                   | Jasper Philipsen (BEL)   | 150e                  |
| 246                   | Oliviero Troia (ITA)     | 154e                  |
| 247                   | Diego Ulissi (ITA)       | 72e                   |